# Madison (Indiana)
Madison – miasto w Stanach Zjednoczonych, w stanie Indiana, w hrabstwie Jefferson.